# Typha angustifolia
Thypha angustifolia é uma espécie de planta herbácea perene do gênero Typha. Esta taboa é uma espécie que requer um ambiente úmido, sendo comumente encontrada no hemisfério norte em locais salobros.